# 텔로머레이스
텔로머레이스(Telomerase)는 염색체의 끝부분에 있는 세포의 수명을 결정하는 서열인 텔로미어를 신장시키는 효소이다.

## 구조와 기능

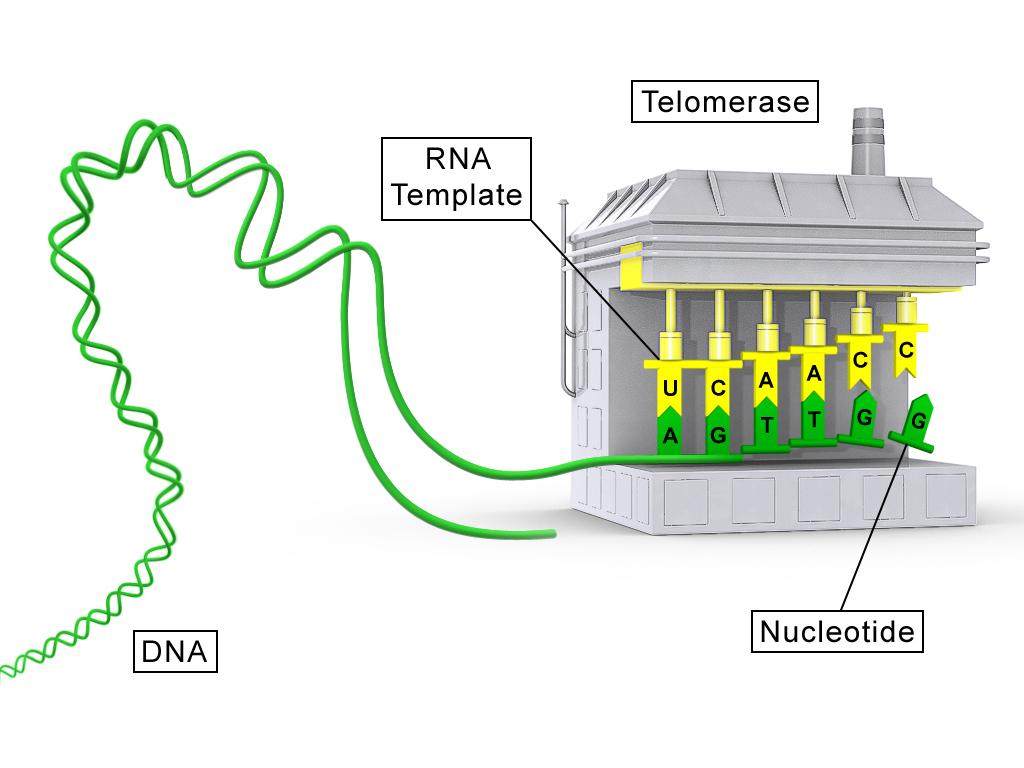
텔로머레이스는 RNA 주형 가닥을 이용하여 DNA의 끝에 텔로미어 염기 서열을 첨가시킨다.

텔로머레이스는 생체 내의 효소로 주요 구성 성분은 단백질이다. 하지만 다른 효소와는 다르게 단백질 외에 추가적으로 RNA 분자를 포함하고 있다. 이 RNA 염기서열은 텔로미어를 신장시키는데 있어서 주형으로 작용하기 때문에 텔로미어와 상보적인 염기 서열을 포함하고 있다. 이러한 구조를 이용하여 텔로머레이스는 DNA 중합효소와 독자적으로 DNA의 염기서열 끝에 텔로미어 염기 서열을 덧붙여 연장할 수 있다.

## 텔로머레이스와 2009년 노벨생리의학상

### 요약
2009년 엘리자베스 블랙번, 잭 쇼스택, 캐럴 그라이더가 텔로미어와 텔로머레이스를 발견한 공로를 인정받아 노벨생리의학상을 수상했다. 그들은 텔로미어와 텔로머레이스의 존재와 기능을 밝힘으로써 염색체가 세포 분열이 일어나는 동안 어떻게 보호받는지를 밝혀냈다는 것에 큰 의미가 있다.

### 텔로미어의 발견
1930년도에 과학자 바바라 매클린톡은 현미경 관찰 실험을 통해 말단 부분이 제거된 염색체는 세포 분열 시 DNA를 복제하지 못하고 서로 엉겨 붙는 현상을 관찰하였다. 비슷한 현상을 관찰했던 헤르만 뮬러는 그리스어로 끝 부분을 의미하는 텔로미어라는 어원을 제안하였다. 1970년도에 과학자 제임스 D. 왓슨은 처음으로 DNA 복제 기작에 문제점이 있음을 발견하였으며, 이로 인해 세포가 계속 분열을 반복하다 보면 DNA의 3‘ 말단 부분의 길이가 짧아질 것이라고 제안했다. 이러한 현상을 '말단 복제 문제'라고 하며, 말단 복제는 선형의 DNA를 가지고 있는 진핵생물에게서만 일어나는 현상이다. 노벨상을 받은 엘리자베스 블랙번과 잭 쇼스택은 텔로미어 구조를 밝힘으로써 위의 두 가지 현상의 의문점을 해결하였다. 엘리자베스 블랙번은 DNA 시퀀싱(DNA sequencing) 기술을 이용하여 테트라하이메나의 염색체 끝 부분에 CCCCAA라는 염기 서열이 반복적으로 존재한다는 것을 알아내었다. 또한 잭 쇼스택은 엘리자베스 블랙번과의 실험을 통해 이러한 텔로미어의 기능이 복제 시 DNA를 보호하여 분해되거나 엉겨 붙지 않도록 해준다는 것을 알아내었다. 연구자들은 이러한 텔로미어의 반복 염기 서열 구조에 의해 말단 복제 문제 또한 이해할 수 있었다. 하지만 여전히 의문점은 많이 남아있었다. 만약 세포의 계속되는 분열로 DNA의 말단인 텔로미어 부분이 계속 짧아진다면, 우리는 어떻게 후손들에게 동일한 길이의 염색체를 물려주는 것일까? 세대가 지날수록 텔로미어의 길이는 계속 짧아져서 어느 순간 후손에게 물려줄 수 없는 것이 아닐까? 이에 대한 답은 텔로머레이스에 있다.

### 텔로머레이스의 발견
텔로미어의 발견으로 과학자들은 세포 분열 시 염색체가 어떻게 분해되지 않고 안정된 형태를 유지하는지 이해할 수 있었다. 하지만 여전히 연구자들은 텔로미어의 길이가 어떻게 유지되는지에 대해 의문점이 남아있었다. 1984년 캐럴 그라이더는 텔로미어의 길이를 신장시키는 특별한 효소가 있을 것이라고 제안하였다. 그녀는 실험을 통해 텔로미어의 반복 염기 서열 구조를 신장시키는 새로운 효소가 있다는 것을 밝혀 내었고, 이를 텔로머레이스라고 명명하였다. 이로써 텔로머레이스의 존재와 기능까지는 알아냈지만, 과학자들은 어떻게 이러한 기작이 일어나고 그 구조가 어떻게 되는지는 밝혀내지 못했었다.
그러나 1987년 캐럴 그라이더와 엘리자베스 블랙번은 실험을 통해 텔로머레이스는 RNA 분자와 단백질로 구성되어있다는 것을 알아내었다. 그 후 1989년, 추가적인 실험을 통하여 이 RNA분자에는 텔로미어의 반복 염기 서열 조각과 상보적인 염기서열이 포함되어있다는 것을 알아내었으며, 이를 통해 텔로머레이스의 RNA분자가 텔로미어 복제 시 주형으로 작용한다는 것을 구명하였다.

#### 텔로미어를 신장시키는 효소 활동의 증거를 밝히다. (1984)
먼저 엘리자베스 블랙번과 캐럴 그라이더는 먼저 텔로미어가 신장되는 방법에 대한 연구를 했다. 이들은 (TTAGGG)4 프라이머와 방사성 동위 원소가 연결된 염기, 그리고 테트라하이메나의 세포 추출물을 이용한 겔 전기 영동법 실험을 하였다. 실험 결과, 전기 영동 상에서 특이한 사다리 모양의 반복 무늬가 생겨났고, 이를 통해 그들은 [TTAGGG]4 서열의 프라이머가 필요하다는 점, 텔로미어의 신장에 구아닌과 티민 등의 염기가 사용된다는 점을 알 수 있었다. 이 반복 무늬를 보고 글라이더는 텔로미어의 신장이 효소 활동에 의해 이루어진다는 가정을 하였고 추가적인 실험을 진행하였다. 먼저 DNA의 길이를 신장하는 효소가 DNA 중합효소라고 생각하고, 대장균의 DNA 중합효소 I을 넣어주었으나, 반응이 일어나지 않았다. 이를 통해, 우리가 알고 있는 기존의 효소와는 다른 종류의 효소가 텔로미어 신장을 매개한다는 것을 알 수 있었다. 또 엘리자베스 블랙번과 캐럴 그라이더는 서로 다른 종류의 프라이머를 넣어 텔로미어의 신장이 일어나는지 확인하는 실험을 진행하였다. 그 결과 텔로미어는 테트라하이메나와 효모의 프라이머에서만 텔로미어의 신장이 일어났다. 이를 통해 텔로미어의 신장이 특정한 서열의 프라이머에서만 일어나는 현상이라는 것을 알 수 있었다. 마지막으로 그들은 텔로미어의 신장 반응을 일으킬 수 있는 조건에 90도의 열을 5분 동안 가해주는 변수와 단백질 분해 효소 K(protease K)를 넣어주는 변수를 각각 적용해주었다. 텔로미어를 연장시키는 것이 효소라면 단백질로 이루어져 있을 것이고 그 단백질이 파괴된다면 신장 반응이 일어나지 않을 것이라는 가정 하에서 실험을 하였다. 그 결과, 텔로미어의 신장 반응이 위의 두 변수를 가해주지 않았을 때보다 저해되었고, 텔로미어를 신장시키는 것이 효소에 의한 것임을 알 수 있었다.

#### 텔로머레이스에 있는 RNA분자의 역할을 밝히다. (1989)

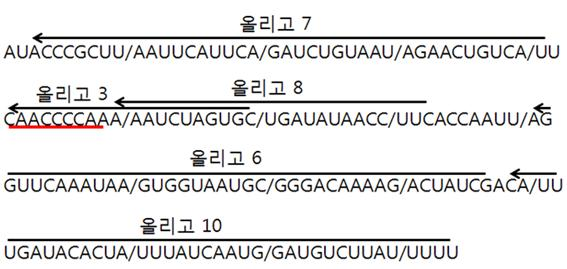
텔로머레이스의 RNA 분자인 159RNA와 그에 상보적으로 결합하고 있는 올리고뉴클레오타이드(Oligonucleotides)

이 당시 텔로머레이스가 단백질 분자와 RNA분자로 이루어져 있다는 것을 실험을 통해 밝힌 상태였다. 단백질 분자가 텔로미어를 신장시키는 효소로서 작용한다는 것은 알 수 있었지만 RNA 분자는 어떤 역할을 하는지 알지 못하는 상태였다. 엘리자베스 블랙번과 캐럴 그라이더는 텔로머레이스의 RNA 분자가 텔로미어를 합성하는 데에 있어서 주형으로 작용할 것이라 가정하고 실험을 진행하였다. 먼저 실험을 위해 텔로머레이스로 추정되는 물질을 정제한 후, 서던 블랏 실험 기법을 통해 테트라하이메나 게놈에서 텔로머레이스의 RNA 유전자를 알 수 있었다. 그리고 이 유전자에서 159염기로 이루어진 RNA 분자를 찾아내었고, 그 159 RNA에 상보적으로 결합하는 서로 다른 서열의 올리고뉴클레오타이드를 1부터 10까지 만들었다. 그림에는 결과를 도출하는 데에 필요한 서열들만 정리하여 나타내었다. 그리고 표시된 -CAACCCCAA- 서열은 주형으로 사용될 것으로 예상하는 서열이다. 실험에는 불활성화 리보뉴클레이스 H(RNase H inactivation)를 사용하였다. 리보뉴클레이스 H(Ribonuclease)를 첨가해주면 올리고뉴클레오타이드가 붙는 RNA 서열이 분해되기 때문에, 만약 주형 서열이 분해된다면 텔로미어의 신장이 제대로 일어나지 않을 것이라고 예상했다. 이를 이용하여 실험한 결과, 올리고 3만 텔로미어 신장을 저해하였고, 올리고 6, 7, 8, 10은 저해하지 않았다. 이 결과를 통해, 올리고 3와 올리고 8의 사이에 있는 CAACCCCAA 서열이 텔로미어를 신장하는 데에 사용되는 주형 서열임을 알 수 있다. 이외에 수행한 다른 실험 결과들도 이 실험적 증거를 뒷받침하였다.

## 적용분야

### 텔로머레이스와 암
암세포는 시간이 지나도 죽지 않고 증식하는데 이는 암세포에 텔로미어 대신 텔로머레이스가 결합되어있는 탓이다.
체세포를 제외한 생식세포와 암세포는 텔로미어가 줄어들지 않아 무한 증식이 가능한데, 이는 암세포가 증식할 때마다 텔로미어를 계속 생성해내는 텔로머레이스 때문인 것으로 밝혀졌다.
성체가 된 사람의 대부분의 세포들은 텔로머레이스의 활성이 떨어져 있다. 텔로미어가 짧아지면 염색체들의 끝이 합쳐지는 현상(end-end fusion)이 관찰되는데, 이 현상은 세포 자살을 이끈다. 그러나 텔로머레이스의 발현과 같은 텔로미어 길이를 유지시켜 줄 수 있는 방식이 작동되면 세포가 계속하여 분열할 수 있게 한다. 이 과정은 암 발달 과정에 매우 중요한 작용이다. 또한 세포들이 성장 순환 시스템(cell cycle) 조절의 기능을 잃어버릴 경우 세포는 계속 분열을 하게 된다. 이를 증명한 실험으로는 텔로머레이스를 발현하지 않는 세포에 hTERT 효소 활성 부분을 발현시키도록 하면 이 세포는 무한정으로 발현할 수 있는 것을 보여준 실험이 있다. 이 실험의 결과는 텔로미어가 짧아지는 과정이 세포 노화를 촉진한다는 것을 증명한다.. 더군다나 텔로머레이스 자체가 아니라 텔로미어 길이가 세포의 분열 정도를 결정한다는 것이 증명되었다. 이러한 사실은 인위적으로 텔로미어 길이를 조작한 실험에서 증명이 되었는데 세포분열 첫 단계 전이나 첫 단계와 두 번째 단계 사이에 세포에게 hTERT 염기서열(텔로머레이스의 RNA 부분)을 세포에 넣어주면 세포는 불사의 상태로 변하는 것을 확인 실험이 바로 그것이다

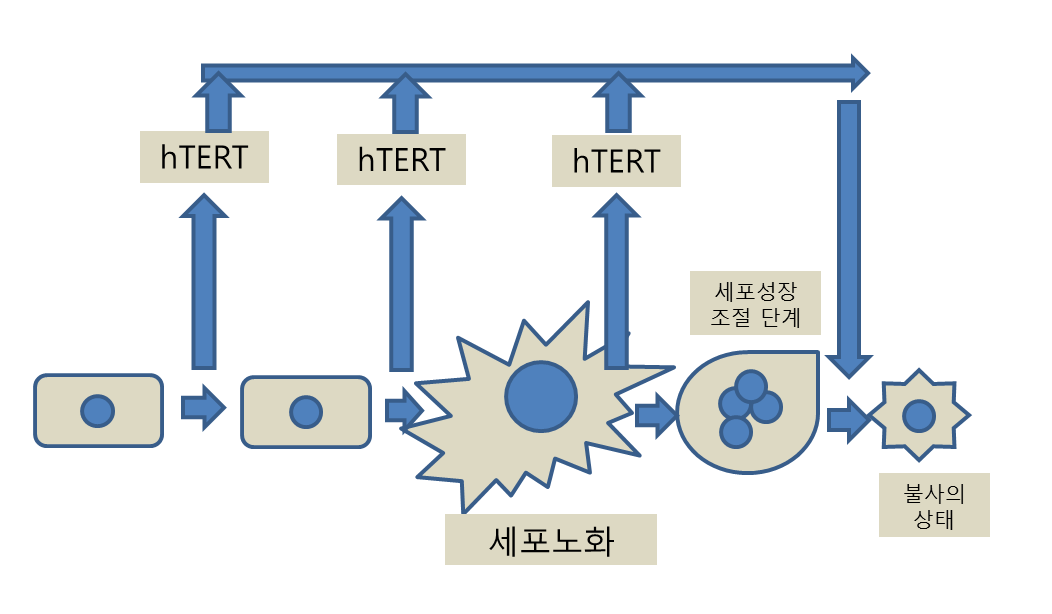
hTERT를 발현시킨 세포가 세포성장과정을 거쳐 불사의 상태가 되는 과정. 세포는 세포성장의 각 위치마다 그 분열을 조절하여 세포 노화와 세포 자살을 유도한다. 만약 이 조절 부분이 텔로머레이스의 발현 같은 현상으로 억제될 때 세포는 불사의 상태, 즉 암 세포가 된다

### 텔로머레이스와 노화
텔로미어는 말단 복제 문제에 의해 세포가 분열할 때마다 짧아지는데 이 텔로미어 길이가 특정한 길이보다 더 짧아지면 이것은 더 이상 염색체의 보호 기능을 할 수 없게 된다. 이런 텔로미어의 기능 상실은 DNA의 손상으로 세포에서 인식하여 세포 노화나 세포 자살 과정으로 진행된다. 텔로미어를 통한 세포 노화, 세포 자살 과정은 암 억제 단백질인 p53을 통해 진행된다. 만약 이 단백질에 문제가 생기면 텔로미어의 길이가 짧더라도 계속 세포 분열을 하는 쪽으로 진행된다. 하지만 세포 죽음의 그 다음 단계는 p53과 상관없이 일어난다. 이 과정은 염색체의 안정성을 깨뜨려 세포가 죽음으로 가도록 유도한다. 텔로미어가 짧아지는 것, 세포 노화 그리고 세포 분열 억제 과정은 암을 억제하는 인간의 기본적인 방법이다. 반대로 텔로미어의 기능 상실과 세포 성장 순환 과정의 억제는 노화 과정에서 세포의 활성도를 떨어뜨리고 기관의 유지를 방해한다. 대부분의 사람의 조직과 기관들은 노화과정에서 텔로미어의 길이가 짧아진다. 텔로머레이스 발현하지 못하는 쥐를 이용한 실험에서 이 쥐들은 텔로머레이스의 활성을 보이지 않으므로 이른 노화 표현형, 특히 세포 전환이 빠른 기관에서 많이 나타났다. 짧은 텔로미어로 인해 이른 노화 과정을 겪는 쥐들은 소장 내벽의 붕괴, 백색수의 붕괴, 망가진 B세포, 떨어진 간기능을 보였다.

### 텔로머레이스와 관련된 인간의 질병
텔로머레이스와 연관되는 대표적인 유전적 질병은 선천성 각화 부전증(dyskeratosis congenital)이 있다. 이 질병은 매우 드문 진행형의 선천적 질병으로 증상적인 관점에서 조로증과 유사하다. 골수의 비정상적 성질로 인해 결과적으로 주로 피부 기관, 외부로부터 신체를 보호하는 기관에 영향을 끼친다. 유전학적인 관점에서 선천성 각화 부전증은 텔로미어의 길이를 유지하는 텔로머레이스 유전자 또는 텔로머레이스를 포함하는 셀터린 복합체(shelterin complex)에 생긴 돌연변이와 깊은 관련이 있는 것으로 알려졌다. 또한 이 질병은 염색체의 두 쌍에서 돌연변이 유전자가 하나 있는 형태로 전달되며, 가장 흔한 X 염색체와 연관되어 있는 형태로 상염색체 열성과 우성 모두를 이용하여 전달된다.

## 같이 보기
- DNA 수선
- 텔로미어